# Рудольф, Анна
Анна Рудольф (венг. Rudolf Anna; род. 12 ноября 1987, Мишкольц) — венгерская шахматистка, гроссмейстер (2008) среди женщин, международный мастер (2015), известная шахматная стримерша.
Чемпионка Венгрии (2008, 2010, 2011). В составе сборной Венгрии участница трёх Олимпиад (2008—2012) и четырёх командных чемпионатов Европы (2009—2015).

## Карьера
Анна Рудольф провела свое детство в Батасеке, небольшом городке на юге Венгрии. Её отец Ласло Рудольф, опытный шахматный игрок с пиковым рейтингом ФИДЕ 2185, также был чемпионом мира по гексагональным шахматам.
Она начала играть в шахматы (при помощи компьютерной игры Battle Chess) вместе со своей сестрой Катой в возрасте четырех лет. Обе они в итоге прошли на Юношеский чемпионат мира по шахматам.
Последовало много соревнований и успехов. С юных лет она сохраняла позицию одного из лучших игроков Венгрии; в 9-летнем возрасте привлекла внимание СМИ, победив гроссмейстера Лайоша Портиша в сеансе одновременной игры.
Ее достижения включают победу в чемпионате Европы среди юниоров по быстрым шахматам и в венгерском чемпионате среди женщин в 2008, 2010 и 2011 годах.
Она представляла Венгрию на шахматной олимпиаде с 2008 по 2012 годы (в том числе в Дрездене в 2008, Ханты-Мансийске в 2010 и Стамбуле в 2012).
За свою шахматную карьеру победила двух гроссмейстеров с рейтингом выше 2600 — Ярослава Жеребуха и Кристиана Бауэра.
Она изучала русский и английский языки в Печском университете, а затем, в 2010 году, она переехала в Мадрид, где объединила преподавание шахмат с турнирной игрой.
Анна Рудольф не играла в соревновательные шахматы высокого уровня с 2017 года, предпочитая вместо этого сосредоточиться на своих комментариях и деятельности в СМИ. Так, она была официальным комментатором матча за звание чемпиона мира по шахматам 2018 года вместе с кумиром детства Юдит Полгар.
Рудольф создала видеоконтент для Chess24.com на английском и испанском языках и выступала в роли знаменитости на сессиях Banter Blitz. Когда они объединились там с подругой и коллегой-докладчиком Софико Гурамишвили, они стали известны как «Мисс Стратегия» и «Мисс Тактика».
Регулярный комментатор Chess.com

## Изменения рейтинга
| Графики недоступны из-за технических проблем. См. информацию на Фабрикаторе и на mediawiki.org. |